# ケカゲロウ科
ケカゲロウ科 （ケカゲロウか、Berothidae）はアミメカゲロウ目に属する昆虫の科。英語ではBeaded lacewingという。Anton Handlirsch により1906年に記載された

## 概要
現生種は熱帯・亜熱帯地域を中心に24属110種ほどが知られている。最古の化石はジュラ紀中期の地層から見つかっており、化石種は2019年7月時点で22属33種が記録されている。
日本からはケカゲロウ（Isoscelipteron okamotonis）1種のみが知られる。
幼虫はシロアリを捕食する。

## 主な属
- Oloberotha
- Banoberotha
- Isoscelipteron ケカゲロウ
- Jersiberotha
- Nascimberotha
- Microberotha
- Proberotha
- Spermophorella